# Teagene di Megara
Teagene di Megara (in greco antico: Θεαγένης?, Theaghénēs; Megara, VII secolo a.C. – ...) è stato un tiranno greco antico della città di Megara, contemporaneo di Cilone, a cui diede in sposa la figlia.

## Biografia
Fu capo dei concittadini nella lotta contro gli aristocratici (630 a.C. circa), i quali lo elessero dopo le devastazioni operate ai campi dei ricchi. Conquistata una posizione di prestigio, Teagene si comprò delle guardie del corpo e, grazie a queste, riuscì a imporsi come tiranno della città. Secondo Pausania, Teagene, durante la sua tirannide, attuò numerosi lavori pubblici ed aiutò i poveri ad emanciparsi. La sua morte avvenne lontano dalla città in circostanze oscure.